# توم هوارد (ملاكم كيك بوكسينغ)
توم هوارد (بالإنجليزية: Tom Howard)‏ هو مصارع محترف أمريكي، ولد في 26 ديسمبر 1969 في مدينة سولت ليك في الولايات المتحدة.

## وصلات خارجية
- توم هوارد على موقع شيردوغ (الإنجليزية)
- توم هوارد على موقع CageMatch worker (الإنجليزية)